# Le Cap du nord
Pour plus de détails, voir Fiche technique et Distribution.
Le Cap du nord (北の岬, Kita no misaki) est un film japonais réalisé par Kei Kumai, sorti en 1976.

## Synopsis
Le film, tiré d'un roman de Kunio Tsuji, traite du rapport existant entre les pays riches et ceux du tiers-monde ; au centre : Marie-Thérèse, une religieuse missionnaire suisse, qui rencontre un ingénieur japonais à bord d'un navire reliant Marseille à Yokohama. L'histoire d'un amour impossible.
1971. La jeune religieuse Marie-Thérèse (Claude Jade) voyage de Suisse à Marseille, où elle embarque sur un bateau qui doit l'emmener à Yokohama. L'ingénieur japonais Mitsuo Ono (Go Kato) est également à bord. Il a travaillé dans l'industrie automobile en Allemagne de l'Ouest et a reçu un traitement neurologique après un accident de voiture. Ono est fasciné par Marie-Thérèse dont la mission est de visiter les différentes stations qui appartiennent à l'ordre. Elle rend visite à des religieuses à Colombo, au Sri Lanka, à Casablanca, à Conakry, à Dhakar et au Cap. Une vieille religieuse épuisée se poignarde le genou avec un couteau à fruits. Marie-Thérèse milite contre la faim, la peste et l'oppression. Ono est maintenant très amoureux. Lorsqu'il arrive à Yokohama, il rencontre son ex-amante Naoko (Tomoko Ogawa) pour lui dire qu'il aime Marie-Thérèse. Il se rend chez Marie-Thérèse à Tokyo. Mais elle est déjà partie pour Hokkaido. Ono s’y rend et les amoureux se rencontrent au Cap du Nord à Hokkaido. Ils s'embrassent, mais Marie-Thérèse sent que son travail est plus important et renonce à l'amour pour Ono : "Je t'aime aussi. Je n'ai que cet amour. C'est pourquoi je le vois maintenant comme une épreuve. Peu importe combien je t'aime. "C'est impardonnable. Quelqu'un doit aller vers la pauvreté et la guerre pour prouver que la plénitude de l'âme humaine n'est pas portée par le visible ou le matériel seulement."
Marie Thérèse part pour le Bangladesh, où commence la guerre d'indépendance...

## Fiche technique
- Titre : Le Cap du nord
- Titre original : 北の岬 (Kita no misaki?)
- Titre anglais : Cape of North
- Réalisation : Kei Kumai
- Scénario : Kei Kumai et Akiko Katsura, d'après un roman de Kunio Tsuji
- Production : Masayuki Satō et Hideyuki Shiino
- Musique : Teizō Matsumura
- Photographie : Mitsuji Kanau
- Direction artistique : Takeo Kimura
- Société de production : Tōhō
- Montage : Keiichi Uraoka
- Pays d'origine :  Japon
- Format : couleur — 1,85:1 — son mono — 35 mm
- Genre : drame
- Durée : 113 minutes[1]
- Date de sortie :
  - Japon : 3 avril 1976[1]

## Distribution
- Claude Jade : Marie-Thérèse
- Gō Katō : Mitsuo
- Tomoko Ogawa : Naoko
- Kinuyo Tanaka : une nonne
- Françoise Guernier : sœur Andrée
- Martine Mathias : la mère de Marie-Thérèse
- Wataru Kobayashi : ancien mineur
- Denise Péron : une nonne

## Autour du film
- Claude Jade, alors qu'elle interprétait Marie-Thérèse, était accompagné pour la seconde partie du tournage par son mari Bernard Coste. Pour les journalistes, il fut convenu qu'officiellement il était le secrétaire particulier. La situation ne manquait de piquant ; elle jouait le rôle d'une nonne. Claude Jade déclare : Je devais cacher l'existence de mon mari et de plus j'étais enceinte ! ... Ma grossesse m'empêche aussi de retourner au Japon pour la sortie du film. La production estime que cet état est incompatible avec le rôle de Marie-Thérèse, d'autant que la presse me croit célibataire.